# Isarog
Isarog je potenciálně aktivní sopka na filipínském ostrově Luzon. Dosahuje nadmořské výšky 2 000 m. K poslední erupci došlo někdy před 5 500 lety.

## Popis
Isarog je stratovulkán andezitového složení. Vrchol tvoří 2,5 široký sopečný kráter, jehož východní stěna je přerušena. Celou horu pokrývá hustá tropická vegetace.
Sopka během holocénu produkovala pyroklastické proudy, pocházející z kolapsů lávových dómů. Metodou radioaktivního rozpadu uhlíku se určilo stáří toho nejmladšího na rok 3500 př. n. l. (± 125 let). V současnosti se na Isarogu vyskytují fumaroly a termální prameny. Mezi roky 1915–1916 postihla okolí hory častá zemětřesení. Nicméně způsobila jen sesuvy půdy na jejích svazích.  